# Der fröhliche Trinker
Der fröhliche Trinker (De vrolijke drinker) ist ein Gemälde von Frans Hals aus dem Jahr 1628. Es wurde in Öl auf Leinwand gemalt und hat eine Größe von 81 × 66,5 Zentimetern. Das Gemälde hängt im Rijksmuseum Amsterdam.

## Bildbeschreibung
Der Dargestellte trägt ein helles Lederwams mit einem goldenen Porträt-Medaillon am Gürtel. Spitzkragen, Manschetten und ein runder schwarzer Hut vervollständigen die Kleidung. Alles ist auf den Augenblick abgestimmt: die blitzenden Augen, der halbgeöffnete Mund, die rechte erhobene Hand und das schräg gehaltene Weinglas in der linken. Der Mann wirkt natürlich und ungezwungen. Nase und Wangen sind vom Weingenuss gerötet. Er wendet sich dem Betrachter zu, seine Lippen sind zum Sprechen geöffnet. Dunkle, schwungvoll hingeworfene Striche markieren die Falten im Ärmel, die gezackte Außenlinie des Arms deutet eine plötzliche Bewegung an.
Hals hat mit lockeren Pinselstrichen gemalt. So entsteht der Eindruck unmittelbarer Lebendigkeit. Dunkle Farbspritzer für Bart und Schnurrbart, weiße Flecke für die Reflexe auf dem Weinglas und der schweißbedeckten Stirn bestätigen diesen Eindruck. Seine scheinbar spontanen, isolierten Striche erscheinen bei naher Bildbetrachtung fast wie wirr. Aus der angemessenen Distanz fügen sie sich aber zu einer brillanten Textur zusammen.